# Sékou Kourouma
Pour les articles homonymes, voir Kourouma.
Sékou Kourouma né en 1956 à Kouroussa et mort le 18 avril 2020 au CHU de Donka de (Conakry), est un enseignants et homme politique guinéen
Il est ministre de secrétaire général du gouvernement Kassory Fofana.

## Biographie

### Jeunesse
Sékou Kourouma est né en 1956 dans la Préfecture de Kouroussa, où il fait toutes ses études primaires et secondaires.

### Parcours professionnel
Entre 2011 et 2014, après l'investiture du président Alpha Conde, il est nommé haut-commissaire à la réforme de l’état et la modernisation de l’administration .
De 2014 en 2017, il est ministère de la Fonction publique, de la Réforme de l'État et de la Modernisation de l'administration.

### Parcours politique
Membre fondateur du parti Rassemblement du peuple de Guinée, il reçoit les hommages du président Alpha Condé après son décès.

### Vie privée
Il est marié à deux femmes avec cinq enfants.